# Demobilmachung
Demobilmachung bezeichnet die zu Beginn der Weimarer Republik durchgeführte Politik wirtschaftlicher und gesellschaftlicher Zwangsmaßnahmen seitens des Staates, um die Rückführung der Volkswirtschaft aus der Kriegs- zur Friedenswirtschaft zu beschleunigen. Im Jahr 1917 hatte der Anteil fast 80 Prozent der Staatsausgaben betragen (Abelshauser/Petzina/Faust 1978, S. 148) und war voll und ganz auf die Unterstützung der Kriegsführung ausgerichtet. Die Rückführung wurde vom Reichsamt für wirtschaftliche Demobilmachung geleitet. Hauptaufgabe war die Wiedereingliederung von sechs Millionen heimkehrender Soldaten. Nach verschiedenen Umformungen wurde diese Demobilmachungsinstitution 1920 aufgelöst. Die Demobilmachungsmaßnahmen wurden von anderen staatlichen Institutionen, zum Beispiel dem Reichsarbeitsministerium, fortgeführt.